# Єгор
Єгор (рос. Его́р, jɪˈɡor) — російське чоловіче особове ім'я; є фонетичним варіантом імені Георгій, що став самостійним ім'ям. Виникло через неможливість вимови в російській мові початкового м'якого звука [г].

## Етимологія
Ім'я Георгій та його народні форми Юрій та Єгор утворилися в російській мові з одного й того самого грецького імені Георгіос. У греків це ім'я було епітетом Зевса й означало хлібороб. За переказами, Зевс був покровителем землеробства та хліборобів.
У російській мові це ім'я з'явилося як запозичене. Запозичення цього імені відбулося в XVII столітті, при виправленні церковних книг. Протягом тривалого часу ім'я Георгій залишалося тільки в церковному побуті (будучи хрестильним ім'ям). Спочатку ім'я писалось у формі Георгій, але фонетичні закони російської мови не допускали вимови початкового м'якого звука [г]. Ім'я змінилося на Єгоргій, Єгорій, Єгор.
- Розмовні та зменшувальні форми: Єгорка, Єгорушка, Єгорша, Гора, Горя, Жора, Єгон, Єгоша, Гоша, Гошуня, Єгуня, Гуня, Гога[2].

## Відомі люди
- Єгор Абакумов (1895—1953) — радянський діяч вугільної промисловості.
- Єгор Соболєв (нар. 1977) — український політик, народний депутат України 8-го скликання, заступник голови фракції Об'єднання «Самопоміч» у Верховній Раді України 8-го скликання.
- Єгор Фірсов (нар. 1988) — український політик, народний депутат України 7-го скликання, народний депутат 8-го скликання, голова Донецької обласної організації партії УДАР.
- Єгор Чернєв (нар. 1987) — український політик, народний депутат України 9-го скликання..
- Єгор Єгоров (нар. 1987) — український хокеїст, нападник.
- Єгор Бенкендорф (нар. 1974) — режисер, сценарист, продюсер, голова правління телеканалу «Інтер», колишній генеральний директор Національної телекомпанії України.
- Єгор Божок (нар. 1980) — український дипломат. В. о. глави Місії України при НАТО (із 2014).
- Єгор Булатницький (1-а пол. XVIII ст.—1767) — російський науковець та викладач Санкт-Петербурзької Академії мистецтв, перекладач з італійської мови.
- Єгор Гайдар (1956—2009) — російський державний діяч та економіст.
- Єгор Гордієнко (1812—1897) — російський громадський діяч, фармаколог та фармацевт, доктор медицини (1838), професор.
- Єгор Гордєєв (нар. 1990) — український телеведучий, продюсер.
- Єгор Дементьєв (нар. 1987) — український велогонщик, чотириразовий чемпіон літніх Паралімпійських ігор.
- Єгор Дружинін (нар. 1972) — радянський та російський кіноактор, режисер театру, кіно та телебачення, хореограф, телеведучий. Син хореографа Владислава Дружиніна.
- Єгор Клінаєв (1999—2017) — російський актор, співак і телеведучий.
- Єгор Крутоголов (нар. 1980) — український телеведучий, актор, художній керівник «Дизель Студіо», учасник «Дизель Шоу».
- Єгор Лігачов (1920—2021) — радянський та російський партійний та державний діяч.
- Єгор Строєв (нар. 1937) — радянський та російський партійний та державний діяч.
- Єгор Шрейдер (1844—1922) — український художник.
- Єгор Маковський (1802—1886) — російський художник. Батько художників Костянтина, Миколи та Володимира Маковських.
- Єгор Кончаловський (нар. 1966) — російський кінорежисер, сценарист і продюсер.
- Єгор Титов (нар. 1976) — російський футболіст, що грав на позиції нападника.
- Єгор Холмогоров (нар. 1975) — російський публіцист, оглядач із релігійно-політичних тем, консервативний політичний ідеолог, співголова Російського Консервативного прес-клубу.
- Єгор Подомацький (нар. 1976) — російський хокеїст, воротар.
- Єгор Барановський (1820—1914) — російський політичний діяч, оренбурзький віце-губернатор (з 1853) і цивільний губернатор (з 1859).
- Єгор Бероєв (нар. 1977) — російський актор театра та кіно.
- Єгор Аверін (нар. 1989) — російський хокеїст, нападник.
- Єгор Попович (нар. 1992) — український футболіст, воротар «Інгульця».
- Єгор Рєдін (1863—1908) — російський історик мистецтва та археолог.
- Єгор Миловзоров (нар. 1987) — російський хокеїст, нападник.
- Єгор Мовчан (1898—1968) — український кобзар.
- Єгор Дугін (нар. 1990) — російський хокеїст, центральний нападник.
- Єгор Картушов (нар. 1991) — український футболіст, півзахисник.
- Єгор Канкрін (1774—1845) — російський письменник та державний діяч німецького походження, генерал інфантерії, міністр фінансів Російської імперії у 1823—1844 рр.
- Єгор Мехонцев (нар. 1984) — російський боксер, олімпійський чемпіон.
- Єгор Анненков (нар. 1941) — народний депутат України 2 та 3 скликань.
- Єгор Лєтов (справжнє ім'я Ігор Федорович Лєтов; 1964—2008) — радянський та російський рок-музикант. Молодший брат саксофоніста Сергія Лєтова.
- Єгор Дріянський (1812—1873) — російський письменник українського походження.
- Єгор Герасименко (1908—?) — український радянський партійний діяч.
- Єгор Чечеринда (нар. 1975) — український новинар і телеведучий. Родом із Запоріжжя.
- Єгор Ковалевський (1809—1868) — російський географ-мандрівник, геолог, археолог, сходознавець, письменник, поет, драматург, науковий, державний діяч часів Російської імперії.
- Єгор Юрченко (1919—1981) — офіцер ЗС СРСР, Герой Радянського Союзу, учасник німецько-радянської війни.
- Єгор Демченко (нар. 1997) — український футболіст, півзахисник.
- Єгор Мінаков (1854—1884) — російський революціонер-народник.
- Єгор Дубровський (нар. 1989) — російський хокеїст, центральний нападник.
- Єгор Шип (справжнє ім'я Єгор Володимирович Кораблін; нар. 2002) — російський відеоблогер (тіктокер) та музичний виконавець.
- Єгор Крід (справжнє ім'я Єгор Миколайович Булаткін; нар. 1994) — російський співак.
- Єгор Крімець (нар. 1992) — узбекистанський футболіст українського походження.
- Єгор Синельов (нар. 1986) — російський хокеїст, правий нападник.
- Єгор Гончаров (нар. 1931) — російський прозаїк.
- Єгор Кривошей (нар. 1994) — український футболіст, півзахисник.
- Єгор Степанов (нар. 1990) — білоруський хокеїст, центральний нападник.
- Єгор Філін (нар. 1987) — білоруський хокеїст, нападник. Кандидат у майстри спорту.
- Єгор Шутько (1924—1944) — учасник німецько-радянської війни, Герой Радянського Союзу (1945, посмертно).
- Єгор Зубович (нар. 1989) — білоруський футболіст, нападник.
- Єгор Непеїн (?—?) — російський громадський діяч, секретар таємного радника Федора Васильовича Наумова при гетьмані Данилові Апостолі.
- Єгор Рожков (нар. 1986) — російський хокеїст, нападник.
- Єгор Мартиненко (нар. 1987) — український тріатлоніст.
- Єгор Шастін (нар. 1982) — російський хокеїст, нападник.
- Єгор Лугачов (нар. 1988) — український футболіст, півзахисник.
- Єгор Цуріков (нар. 1980) — білоруський хокеїст, нападник.
- Єгор Ярмолюк (нар. 2004) — український футболіст, півзахисник.
- Єгор Андрюшин (нар. 1999) — український візажист, блогер та співак.

## Іменини
- 9 грудня.